# Сембоку
Сембоку (яп. 仙北市 Сэмбоку-си) — город в Японии, расположенный в восточной части префектуры Акита. Основан 20 сентября 2005 года путём слияния посёлков Какунодатэ, Тадзавако и села Нисики уезда Сэмбоку. В центре города расположено озеро Тадзава, а также часть парка Товада-Хатимандай.
Площадь города составляет 1093,64 км², население — 27 779 человек (1 августа 2014), плотность населения — 25,40 чел./км².

## Города-побратимы
- Омура, Япония (1979)
- Сануки, Япония (1996)
- Синдзё, Япония (1996)
- Такахаги, Япония (1996)
- Хитатиота, Япония (1998)